# Baniva jezik
Baniva jezik (abane, avani, ayane, baniva del guainía; ISO 639-3: bvv), jezik porodice arawak, kojim su govorili Indijanci Avani na području Venezuele uz kolumbijsku granicu i susjednoj Kolumbiji. Prema nekim izvorima ovaj jezik, koji se smatrao izumrlim, još se govori u jednom selu u Venezueli
Ima dva dijalekta, baniva i quirruba. Različit je od jezika baniwa [bwi] u području Rio Negro, rijeka (Brazil)Rio Negra.
Avani rječnik
hrvatski/engleski/francuski/španjolski/Baniva del Guainía
- jedan/One/Un/Uno... 	Patsià
- dva/Two/Deux/Dos... 	Enaba
- tri/Three/Trois/Tres... 	Terètsi
- čovjek/Man/Homme/Hombre... 	Ênami
- žena/Woman/Femme/Mujer... 	Néeyawa
- pas/Dog/Chien/Perro... 	Tsîinu
- sunce/Sun/Soleil/Sol... 	Amóshi
- mjesec/Moon/Lune/Luna... 	Ashída
- voda/Water/Eau/Agua... 	Wéni
- kamen/Stone/Pierre/Piedra... 	Îipa
- kuća/House/Maison/Casa... 	Panîsri
- ptica/Bird/Oiseau/Pájaro... 	Yûuwe
- jaguar/Jaguar/Jaguar/Jaguar...	Wâasri

## Vanjske poveznice
- Ethnologue (14th)
- Ethnologue (15th)